# Kennington Common

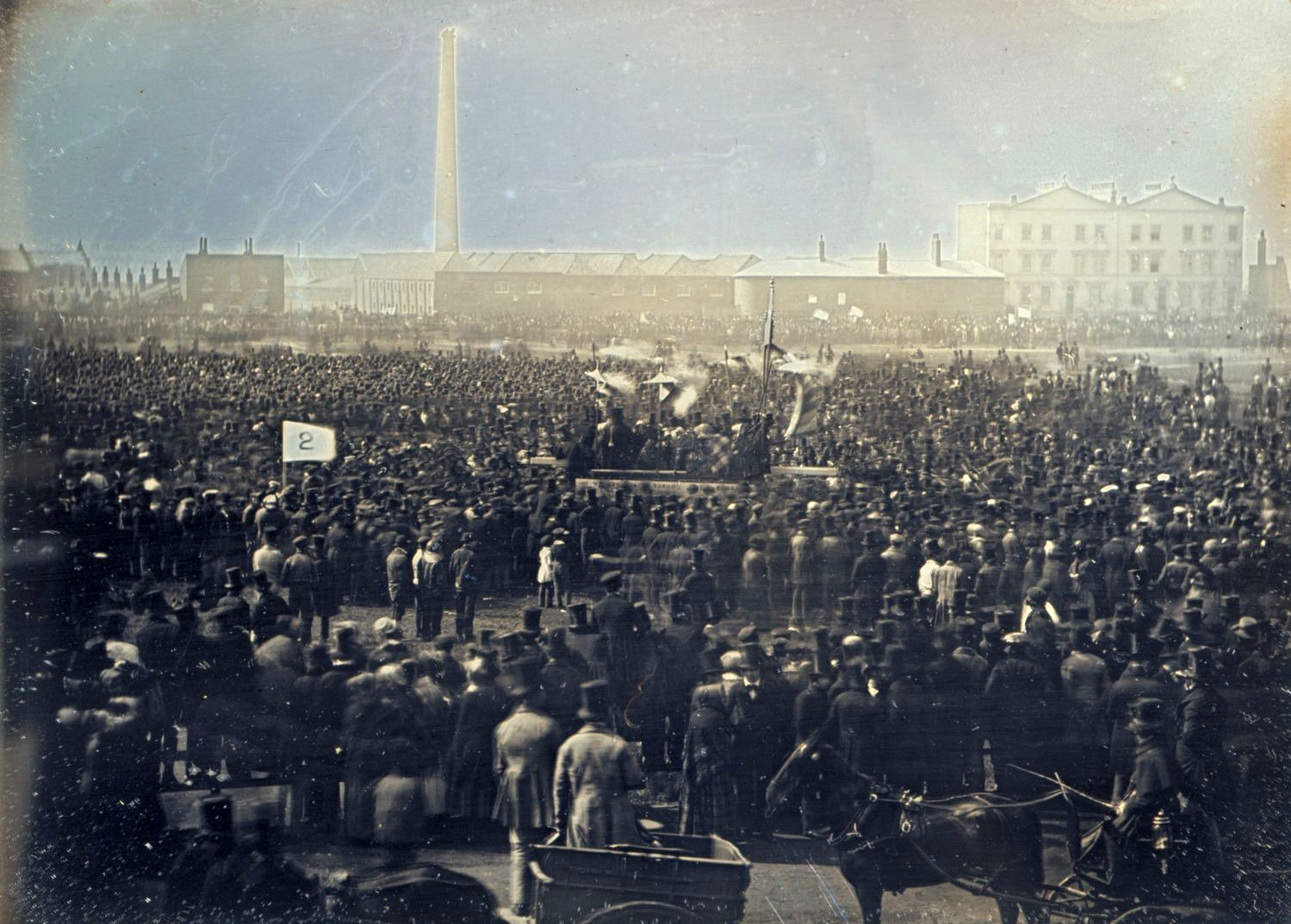
Le grand rassemblement chartiste à Kennington Common de 1848.

Kennington Common est l'ancien pré communal du quartier londonien de Kennington (Lambeth).
Il servit longtemps de terrain de cricket, de lieu pour les exécutions publiques et de lieu de rassemblement populaire. Ainsi, en avril 1848, les chartistes tentèrent d'en faire le point de départ d'une manifestation destinée à porter une pétition en faveur de leur mouvement au parlement.